# 野里站
- 關於曾經在大阪府大阪市西淀川區的阪神國道線同名停留所，請見「國道線#停留所列表」。
- 關於曾經在鹿兒島縣鹿屋市的國鐵大隅線同名車站，請見「大隅野里站」。

野里站（日语：／ Nozato eki */?）是位於兵庫縣姬路市西中島286番1號，西日本旅客鐵道（JR西日本）的播但線車站。

## 歷史
- 1894年（明治27年）7月26日 - 播但鐵道（日语：播但鉄道）姬路站至寺前站之間開通，此站啟用[1]。開始提供旅客和貨運服務。
- 1903年（明治36年）6月1日 - 播但鐵道轉讓營業權至山陽鐵道，成為山陽鐵道車站。
- 1906年（明治39年）12月1日 - 根據鐵道國有法（日语：鉄道国有法），山陽鐵道被國有化，成為官設鐵道車站。
- 1909年（明治42年）10月12日 - 制定路線名稱，此站成為播但線車站。
- 1964年（昭和39年）10月1日 - 結束貨物起卸業務。
- 1984年（昭和59年）10月1日 - 車站向北遷移400m和高架化[1]。
- 1987年（昭和62年）4月1日 - 伴隨國鐵分割民營化，車站由西日本旅客鐵道（JR西日本）營運。
- 2003年（平成15年）8月8日 - 開設綠色窗口[2]。
- 2007年（平成19年）8月1日 - 變更窗口營業時間，營業時間延長約2小時。由早上6時55分至晚上9時（在變更前至黃昏6時45分）。
- 2016年（平成28年）3月26日 - 此站可使用IC卡「ICOCA」[3]。站內設置了IC卡專用簡易閘機。

### 站名由來
在野里一帶《播磨國風土記》中此地稱為「大野之里」，後來把「大」取去後便名為「野里」。

## 車站構造
車站是一座高架車站，設有1面2線的島式月台，設有列車交會。此站配線不是一線通過結構，而是Y字分支結構，因此月台設有方向性。
此站沒有自動閘機，但是設有IC卡專用簡易閘機。
除了早上和晩上外，車站設有車站職員當值。車站業務在2005年（平成17年）4月1日從JR直營轉為JR西日本福知山Maintec負責。車站由福崎站管理。

### 月台
| 月台 | 路線   | 上下行 | 方向             |
| ---- | ------ | ------ | ---------------- |
| 1    | 播但線 | 上行   | 姬路方向         |
| 2    | 播但線 | 下行   | 寺前、和田山方向 |

## 使用狀況
根據「兵庫縣統計書」，2016年（平成28年）度1日平均乘車人次為1,851人。
以下為近年1日平均乘車人次列表。
| 年度   | 1日平均 乘車人次 |
| ------ | ---------------- |
| 1996年 | 1,549            |
| 1997年 | 1,560            |
| 1998年 | 1,541            |
| 1999年 | 1,501            |
| 2000年 | 1,516            |
| 2001年 | 1,519            |
| 2002年 | 1,508            |
| 2003年 | 1,535            |
| 2004年 | 1,568            |
| 2005年 | 1,592            |
| 2006年 | 1,634            |
| 2007年 | 1,665            |
| 2008年 | 1,724            |
| 2009年 | 1,675            |
| 2010年 | 1,663            |
| 2011年 | 1,694            |
| 2012年 | 1,703            |
| 2013年 | 1,825            |
| 2014年 | 1,823            |
| 2015年 | 1,858            |
| 2016年 | 1,851            |

## 車站周邊
「野里」地名是指姬路城東北偏北方向的範圍。但是此站不是在姬路市立野里小學區（該校位於此站南邊），而是在姬路市立增位小學區。在地面車站時代，車站位於現時以北400米處。現時車站西邊的地名是「花北」，該處曾經是東洋紡績工場，在結束工場後把遺址再次開發。
- AEON姬路店（前：姬路SATY）
- 姬路西中島郵局
- 播州信用金庫（日语：播州信用金庫）保城分店
- Mirakita City姬路
  - 姬路市立圖書館花北分館（2019年4月13日翻新完成）
- 花之北市民廣場
  - 姬路市花之北服務中心
- 姬路馬場（日语：姫路競馬場）[1]
- 陸上自衛隊姬路駐屯地[1]
- 廣峰山（日语：広峰山）、廣峯神社[1]
- 增位山（日语：増位山 (兵庫県)）、隨願寺（日语：随願寺）
- 國道312號（日语：国道312号）

## 巴士路線
在站前迴旋路上設有神姬巴士「野里站前」巴士站。
- 61系統 前往山田〜北條
- 62系統 前往大貫〜北條
- 64、75系統 前往城見台
- 61、62、64、75系統 前往姬路站

有關從此站前往姬路站方向，使用鐵路的時間比巴士快，但是部分時段，巴士的班次比鐵路多。

## 相鄰車站
西日本旅客鐵道（JR西日本）
 播但線
京口－野里－砥堀

## 注腳
1. 1 2 3 4 5 6 7 8 9 10 11 12  . 神戸新聞総合出版センター. 2011-12-15: 150. ISBN 9784343006028 （日语）.
2. ↑  播但線“野里駅”に　みどりの窓口がオープン（日語）
3. ↑   (PDF) (新闻稿). 西日本旅客鉄道. 2015年12月18日  [2016-03-26]. （原始内容存档 (PDF)于2016-03-05） （日语）.
4. ↑  播磨地名研究會（編著）『新・姫路の町名』　神戶新聞綜合出版中心，2007年、ISBN 978-4-343-00444-4，pp.153-154。
5. ↑  兵庫県統計書 （页面存档备份，存于）（日語）

## 外部連結
- 野里｜車站資訊：JR出門網 - 西日本旅客鐵道（日語）